# Rhaphium pectiniger
Rhaphium pectiniger är en tvåvingeart som först beskrevs av Octave Parent 1938.  Rhaphium pectiniger ingår i släktet Rhaphium och familjen styltflugor.
Artens utbredningsområde är Kenya. Inga underarter finns listade i Catalogue of Life.